# Agnes II. (Nevers)
Agnes II. von Nevers (* um 1205; † 1225), auch Agnes von Donzy genannt, war aus eigenem Recht Gräfin von Tonnerre, Auxerre und Nevers.

## Leben
Agnes kam als zweites Kind und einzige Tochter Hervés IV. de Donzy aus dem Haus Semur und seiner Frau Mathilde von Courtenay zur Welt. Da ihr älterer Bruder schon jung verstarb, wurde sie Erbtochter der Familie, der beim Tod ihres Vaters im Jahr 1222 Saint-Aignan, Donzy, Montmirail, Perche-Gouët, Cosne und die Grafschaften Tonnerre, Auxerre und Nevers zufielen.
Da Agnes’ Vater in der Schlacht bei Bouvines am 27. Juli 1214 auf Seiten der Engländer und damit der Verlierer gekämpft hatte, musst er sich im September 1217 gegenüber dem französischen König Philippe-Auguste dazu bereiterklären, seine Erbtochter mit dessen Enkel Philipp, dem Sohn des späteren Königs Ludwig VIII., zu verloben. Durch den frühen Tod des jungen Bräutigams im Jahr 1218 kam es aber nie zur Hochzeit.
Anstatt dessen heiratete Agnes 1221 Guido IV. von Châtillon, der seit 1219 als Guido I. Graf von Saint-Pol war und der französischen Krone für die Erlaubnis zu seiner Heirat die Stadt Pont-Sainte-Maxence abtrat. Ein von Verwandten, die an der Auflösung der Ehe interessiert waren, beim Papst gestellter Antrag zu deren Annullierung wegen zu naher Verwandtschaft der Eheleute ging nicht durch. Die gemeinsamen Kinder von Agnes und Guido IV. waren:
- Gaucher († 6. April 1250), Herr von Montjay, Broigny, Donzy, Saint-Aignan etc., ⚭ (Ehevertrag vom Dezember 1236) Johanna, Tochter von Philippe Hurepel de Clermont
- Jolanthe (Yolande) (* 1221/22; † 1254), Gräfin Nevers, Auxerre und Tonnerre, ⚭ (Ehevertrag vom 30. Mai 1228) Archambault IX. Herr von Bourbon

Agnes starb sehr jung bereits im Jahr 1225 und ihr Gatte Guido IV. von Châtillon fiel im August 1226. Die beiden kleinen Kinder des Paares wurden daraufhin von ihrer Großmutter mütterlicherseits, Mathilde von Courtenay, erzogen. Da Agnes’ Sohn Gaucher kinderlos starb, gingen die drei Grafschaften an dessen Schwester Jolanthe und damit dem Haus Châtillon wieder verloren.